# The Golden Horde
The Golden Horde è un videogioco RTS prodotto dalla World Forge e distribuito dalla JoWooD Productions (e dalla Russobit-M in Russia). È uscito in Russia il 1 febbraio 2008, e in Canada il 28 aprile 2009.

## Modalità di gioco
Come nei due giochi Sparta, della stessa casa di produzione, è possibile giocare in una delle tre campagne disponibili o nella modalità Battaglia, reclutare fra tre diversi tipi di unità per fazione (unità però personalizzabili con diversi armi e armature), e costruire vari edifici completamente diversi. Tre sono le fazioni giocabili, ovvero i Crociati, i Russi e i Mongoli, e le loro campagne contengono rispettivamente quattro, cinque e quattro missioni.
Anche la modalità di gioco in The Golden Horde è la stessa dei due Sparta: il giocatore inizia con un centro cittadino e un gruppo di quattro cittadini lavoratori (a volte la base è già in stato avanzato di costruzione), i quali sono incaricati di costruire edifici atti alla produzione e all'immagazzinamento delle risorse o al reclutamento e al potenziamento delle unità militari, degli eroi e delle macchine d'assedio. Inoltre, come in Sparta II - Le conquiste di Alessandro Magno, l'oro e il legname sono le uniche due risorse disponibili, mentre il limite di popolazione dipende dal numero di centri cittadini costruiti e di villaggi indipendenti catturati: ognuno di essi aumenta gradualmente di dieci il limite massimo.
Ognuna delle tre fazioni possiede i propri edifici, eroi, unità militari e abilità speciali.
- I Mongoli possiedono un tipo d'unità iniziale, gli Aduuch, addestrabili nello Yurt dei Guerrieri: l'Aduuch è inizialmente disponibile come lavoratore, ma una volta migliorato può diventare uno spadaccino Turgen, un lanciere Nuken o un arciere Nachin. I loro edifici sono mobili, e possono essere smontati, trasportati verso un altro posto e lì rimontati.
- I Russi possiedono anche loro un tipo d'unità iniziale, i Druzhinnik, addestrabili nei Detinet: inizialmente non hanno alcuna specialità, ma quando migliorati possono diventare anche loro spadaccini, lancieri e arcieri. I loro edifici possono essere costruiti solamente nel raggio del centro cittadino, il Tachara.
- I Crociati possiedono due tipi di unità: i Capitolari sono rapidi e meglio adatti al combattimento a distanza, mentre i Cavalieri sono più forti e resistenti, e meglio adatti al combattimento ravvicinato, ma è possibile anche specializzare queste unità al contrario, rendendo i Capitolari unità da mischia e i Cavalieri adatti al lungo raggio. Gli edifici crociati possono essere costruiti ovunque, ma una volta edificati non possono essere spostati, ma solo demoliti.

Ogni soldato può portare con sé uno scudo e un'arma appartenente a tre tipi base: a lungo raggio come archi e giavellotti, a corto raggio come lance e picche, e da mischia come spade, asce e mazze. Una volta costruita una forgia a cui viene poi assegnato un lavoratore che diviene un fabbro, però, diventano disponibili nuovi equipaggiamenti all'aumento dell'esperienza del fabbro; al massimo livello, esso può forgiare anche uno stendardo, e può esisterne uno solo alla volta. Il giocatore può anche prendere possesso dello stendardo dell'avversario, che concede diversi miglioramenti ai parametri rispetto al proprio. E come in Sparta - La battaglia delle Termopili, i lavoratori sono in grado di raccogliere le armi cadute sul campo di battaglia.
Oltre ai classici comportamenti Aggressivo, Difensivo e simili delle unità e alle formazioni in colonna, in linea, in blocco e simili, sono presenti anche le condizioni meteorologiche, che giocano un ruolo fondamentale nelle battaglie: ad esempio, la pioggia rallenta i movimenti, la neve diminuisce la visibilità e il raggio di tiro, il ghiaccio può rompersi e far annegare le unità nell'acqua sottostante, e il fuoco può diffondersi da un oggetto all'altro a seconda della direzione e della velocità del vento: il vento stesso può essere un bonus o un malus a seconda che le unità si trovino sopravento o controvento.

## Accoglienza
| Testata                            | Giudizio |
| ---------------------------------- | -------- |
| GameRankings (media al 30-01-2020) | 55%      |
| Metacritic (media al 30-01-2020)   | 54%      |
| Gamespot                           | 60%      |
| IGN                                | 5.8/10   |
| Jeuxvideo.com                      | 9/20     |
| PC Zone                            | 36/100   |
| Strategy Informer (Game Watcher)   | 6.8/10   |

L'accoglienza del gioco è stata piuttosto altalenante, avendo esso ricevuto voti intermedi, tra cui un 54% da Metacritic. Malgrado i vari pareri positivi sull'originalità in molti aspetti, il gioco si è rivelato spesso a ritmo lento e spesso anche tedioso, e spesso è stato anche criticato per aver avuto una realizzazione mediocre. Simon Priest di GameWatcher lo ha votato 6.8 su 10, riconoscendo che "forse non sarà di gradimento a tutti", e seppur l'abbia trovato "una piacevole scossa al solito metodo di un RTS", ha anche ritenuto che "non ci sia niente di spettacolare". Brett Todd GameSpot lo ha votato con un 6 su 10, e ne ha criticato la presentazione storica tramite il poco contesto delle missioni e il ritmo ridotto durante il gioco, nonostante la varietà degli obiettivi e il miglioramento dell'IA rispetto ai giochi precedenti. Steve Butts di IGN lo ha votato 5.8 su 10, poco stupito dall'estrema lentezza del gioco e dal pathfinding. Ed Zitron di PC Zone lo ha votato 36 su 100, criticandone l'IA, il pathfinding, il doppiaggio originale e il ritmo.